# Éditions Robert Laffont
Éditions Robert Laffont es una editorial francesa fundada en 1941 por Robert Laffont.
Esta editorial publica biografías, testimonios, libros de esoterismo y espiritualidad, literatura en lengua francesa, literatura en lengua extranjera traducida al francés, memorias, novelas policiales y de espionaje, y la célebre enciclopedia anual Quid (enciclopedia).
La colección Bouquins, creada por Guy Schoeller, es probablemente la que mejor distingue a la editorial de sus competidores, si bien ha lanzado también las colecciones Vécu y Best Sellers.
Posee los sellos editoriales Julliard, Seghers y NiL Éditions. Sus libros se distribuyen en diferentes países francófonos y posee oficinas en Bélgica y Canadá.
Fue adquirida a comienzos de los años 1990 por el Groupe de la Cité. Actualmente Leonello Brandolini es el presidente y Nicole Lattès la directora literaria, mientras que Éditions Lattès es dirigida por Isabelle Laffont.